# Typhlodromus platycladus
Typhlodromus platycladus är en spindeldjursart som beskrevs av Xin, Liang och Ke 1980. Typhlodromus platycladus ingår i släktet Typhlodromus och familjen Phytoseiidae. Inga underarter finns listade i Catalogue of Life.